# جيم أوينز
جيم أوينز (1 مايو 1950 في الولايات المتحدة - ) (بالإنجليزية: Jim Owens)‏ هو لاعب كرة سلة أمريكي في مركز هجوم صغير الجسم. لعب مع فينيكس صنز.

## وصلات خارجية
- جيم أوينز على موقع إن بي أي (الإنجليزية)
- جيم أوينز على موقع سبورتس رفرنس (الإنجليزية)
- جيم أوينز على موقع كلية كرة السلة في سبورتس رفرنس.كوم (الإنجليزية)
- جيم أوينز على موقع ريلجم (الإنجليزية)
- جيم أوينز على موقع بروبوليرز (الإنجليزية)